# Milady Television
«Milady Television» — український спеціалізований телеканал з телепродажу.

## Про канал
Канал створений за зразком телеканалів про жінок, таких як: «Cosmopolitan TV», «Lifetime», «Diva Universal». Канал розповідає про красу, моду, make-up і секрети знаменитостей, новини, подорожі, і fashion-зйомки. В етері телеканалу програми власного виробництва, популярні фільми та серіали.
28 грудня 2023 року телеканал став переможцем конкурсу на отримання ліцензії на мовлення в MX-5 цифрової етерної мережі DVB-T2 у Великому Бурлуці.
27 червня 2024 року телеканал став переможцем конкурсу на отримання ліцензії на мовлення у локальному DVB-T мультиплексі Києва (43 ТВК), а 1 серпня розпочав мовлення.
3 липня 2025 року телеканал став переможцем конкурсу на отримання ліцензії на мовлення в одеському мультиплексі цифрової етерної мережі DVB-T2, а 11 серпня розпочав мовлення.

## Наповнення етеру

### Програми
- Телемагазин «MiLady»
- Фазенда
- Телемагазин «Provence»
- Телемагазин «П'ять зірок»
- «Будьмо здорові» з Вікторією Федоренко
- «Від першої особи» з Сергієм Дойком
- Феєрія мандрів

### Серіали
- Еліза

## Мовлення

### Супутникове мовлення
| Супутник            | Стандарт | Частота, МГц | Швидкість | Поляризація       | FEC | Кодування |
| ------------------- | -------- | ------------ | --------- | ----------------- | --- | --------- |
| Hot Bird 13G (13°E) | DVB-S    | 11034        | 27500     | V (вертикальна)   | 3/4 | FTA       |
| Astra 4A (4.8°E)    | DVB-S2   | 12073        | 30000     | H (горизонтальна) | 2/3 | FTA       |

### Етерне цифрове мовлення
| Мультиплекс                               | Місто          | Стандарт | Формат мовлення |
| ----------------------------------------- | -------------- | -------- | --------------- |
| Місцевий (43 ТВК)                         | Київ           | DVB-T    | SD 576i 16:9    |
| Регіональний мультиплекс Одеської області |                |          | SD 576i 16:9    |
| Одеса                                     | DVB-T2         |          | SD 576i 16:9    |
| Миколаївка                                | DVB-T2         |          | SD 576i 16:9    |
| Бессарабське                              | DVB-T2         |          | SD 576i 16:9    |
| Сарата                                    | DVB-T2         |          | SD 576i 16:9    |
| Петрівськ                                 | DVB-T2         |          | SD 576i 16:9    |
| Рені                                      | DVB-T2         |          | SD 576i 16:9    |
| Кілія                                     | DVB-T2         |          | SD 576i 16:9    |
| Кам'янське                                | DVB-T2         |          | SD 576i 16:9    |
| Ізмаїл                                    | DVB-T2         |          | SD 576i 16:9    |
| Вилкове                                   | DVB-T2         |          | SD 576i 16:9    |
| Городнє                                   | DVB-T2         |          | SD 576i 16:9    |
| Болград                                   | DVB-T2         |          | SD 576i 16:9    |
| Велика Михайлівка                         | DVB-T2         |          | SD 576i 16:9    |
| Балта                                     | DVB-T2         |          | SD 576i 16:9    |
| Ковбасова Поляна                          | DVB-T2         |          | SD 576i 16:9    |
| Роздільна                                 | DVB-T2         |          | SD 576i 16:9    |
| Березівка                                 | DVB-T2         |          | SD 576i 16:9    |
| Петровірівка                              | DVB-T2         |          | SD 576i 16:9    |
| Вестерничани                              | DVB-T2         |          | SD 576i 16:9    |
| Любашівка                                 | DVB-T2         |          | SD 576i 16:9    |
| Кодима                                    | DVB-T2         |          | SD 576i 16:9    |
| Мовлення планується                       |                |          |                 |
| MX-5                                      | Великий Бурлук | DVB-T2   | SD 576i 16:9    |